# Rolf Krumsiek

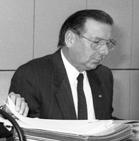
Rolf Krumsiek (1989)

Rolf Krumsiek (* 31. August 1934 in Obernkirchen; † 23. Oktober 2009 in Münster) war ein deutscher Jurist und Politiker (SPD).

## Ausbildung und Beruf
Nach dem Abitur 1954 begann Krumsiek ein Studium der Rechtswissenschaften in Münster und Göttingen, promovierte 1965 mit der Arbeit „Das Bergrecht Schaumburg-Lippes und der Grafschaft Schaumburg“ zum Dr. jur. und beendete das Studium 1962 mit der zweiten juristischen Staatsprüfung. Während seines Studiums trat Krumsiek den nicht schlagenden Studentenverbindungen SBV Teutoburg Münster und Burschenschaft Germania Göttingen, beide im Schwarzburgbund (SB), bei. Anschließend trat er in Niedersachsen in den juristischen Verwaltungsdienst ein. Später wurde Krumsiek Vizepräsident des DRK-Landesverbands Westfalen-Lippe. Nachdem 1999 ein Unglück der Wuppertaler Schwebebahn fünf Menschenleben forderte, wurde er vorübergehend Vorstand der Wuppertaler Stadtwerke. Bis zu seinem Tod war er stellvertretender Aufsichtsratsvorsitzender der Gauselmann AG.

## Politik

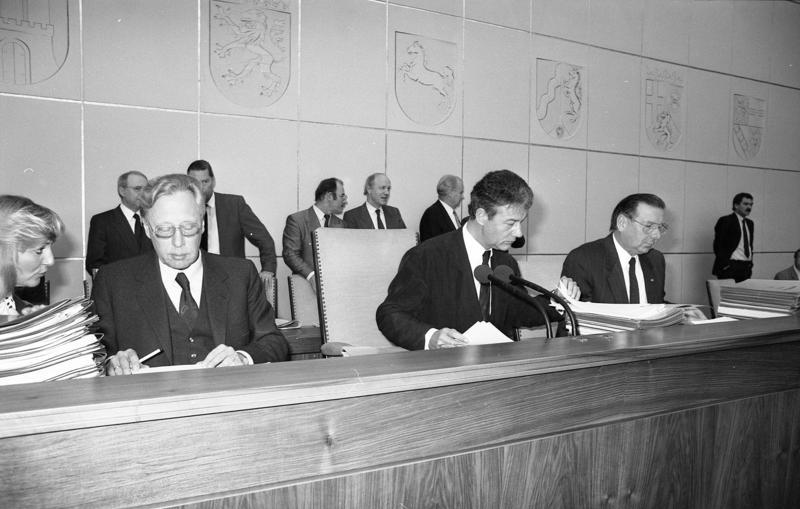
Rolf Krumsiek (re. neben dem amtierenden Präsidenten Björn Engholm) am 20. Oktober 1989 im Bundesrat

Krumsiek schloss sich 1962 der SPD an und war von 1966 bis 1970 Stadtrat in Göttingen und amtierte von 1970 bis 1980 als Oberstadtdirektor in Wuppertal. Anschließend wechselte er in die nordrhein-westfälische Landespolitik und war von 1985 bis 1995 Mitglied des nordrhein-westfälischen Landtags. Er wurde im Juni 1980 als Staatssekretär und Chef der Staatskanzlei in die von Ministerpräsident Johannes Rau geführte Landesregierung berufen und übernahm im Oktober 1983 das Ministerium für Wissenschaft und Forschung. Vom 5. Juni 1985 bis zum 17. Juli 1995 amtierte er schließlich als Justizminister.
Anschließend war er als Rechtsanwalt tätig. Am 23. Oktober 2009 starb Krumsiek nach schwerer Krankheit. Er ist auf dem Zentralfriedhof der Stadt Münster beigesetzt.

## Ehrungen und Auszeichnungen
- 1981: Verdienstkreuz am Bande der Bundesrepublik Deutschland
- 1985: Großes Verdienstkreuz der Bundesrepublik Deutschland
- Großes Verdienstkreuz mit Stern der Bundesrepublik Deutschland
- Verdienstorden des Landes Nordrhein-Westfalen